# Katyna Ranieri
Pour les articles homonymes, voir Ranieri.
Caterina Ranieri, dite Katyna Ranieri, est une chanteuse et actrice italienne née le 31 août 1925 à Follonica et morte le 2 septembre 2018 à Rome.

## Biographie

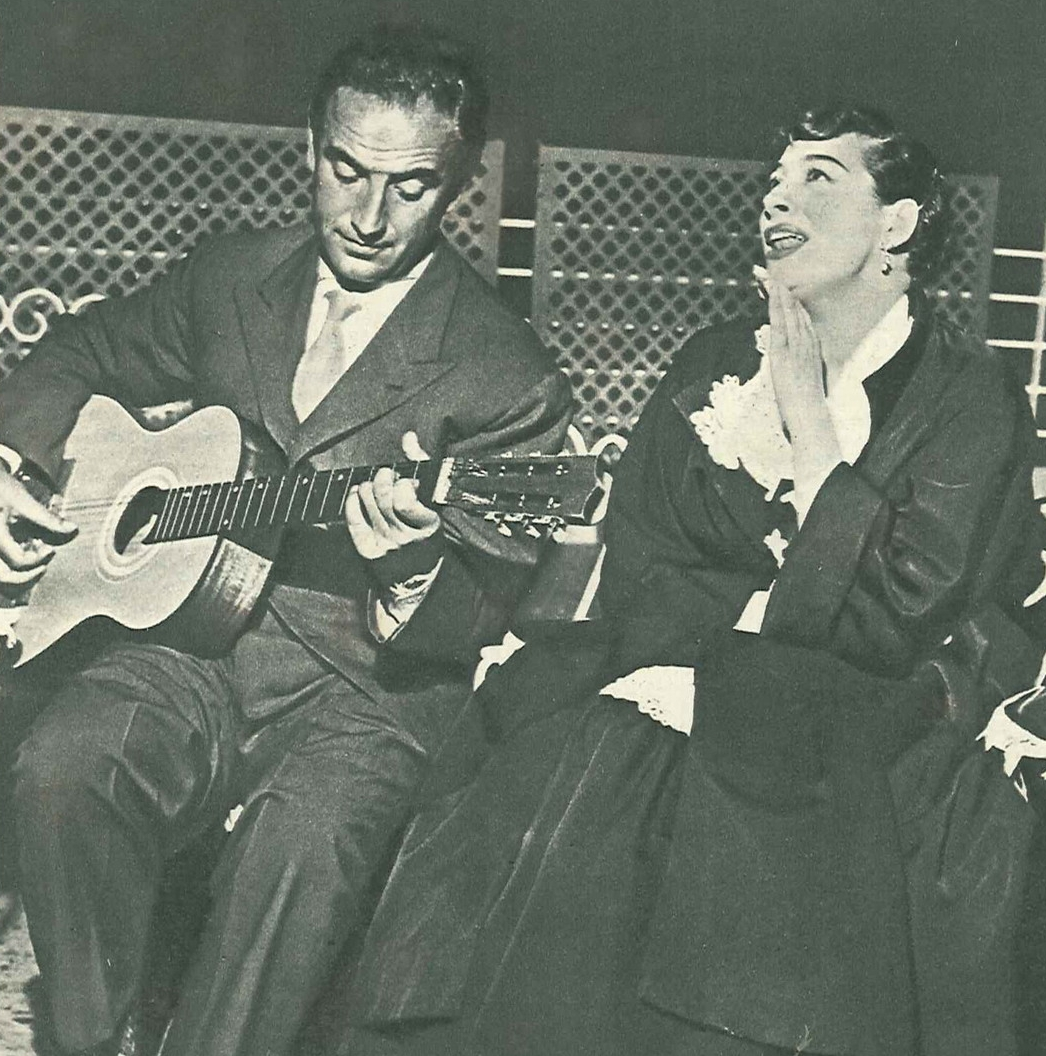
Katyna Ranieri chante accompagnée à la guitare par le compositeur napolitain Ugo Calise en 1956.

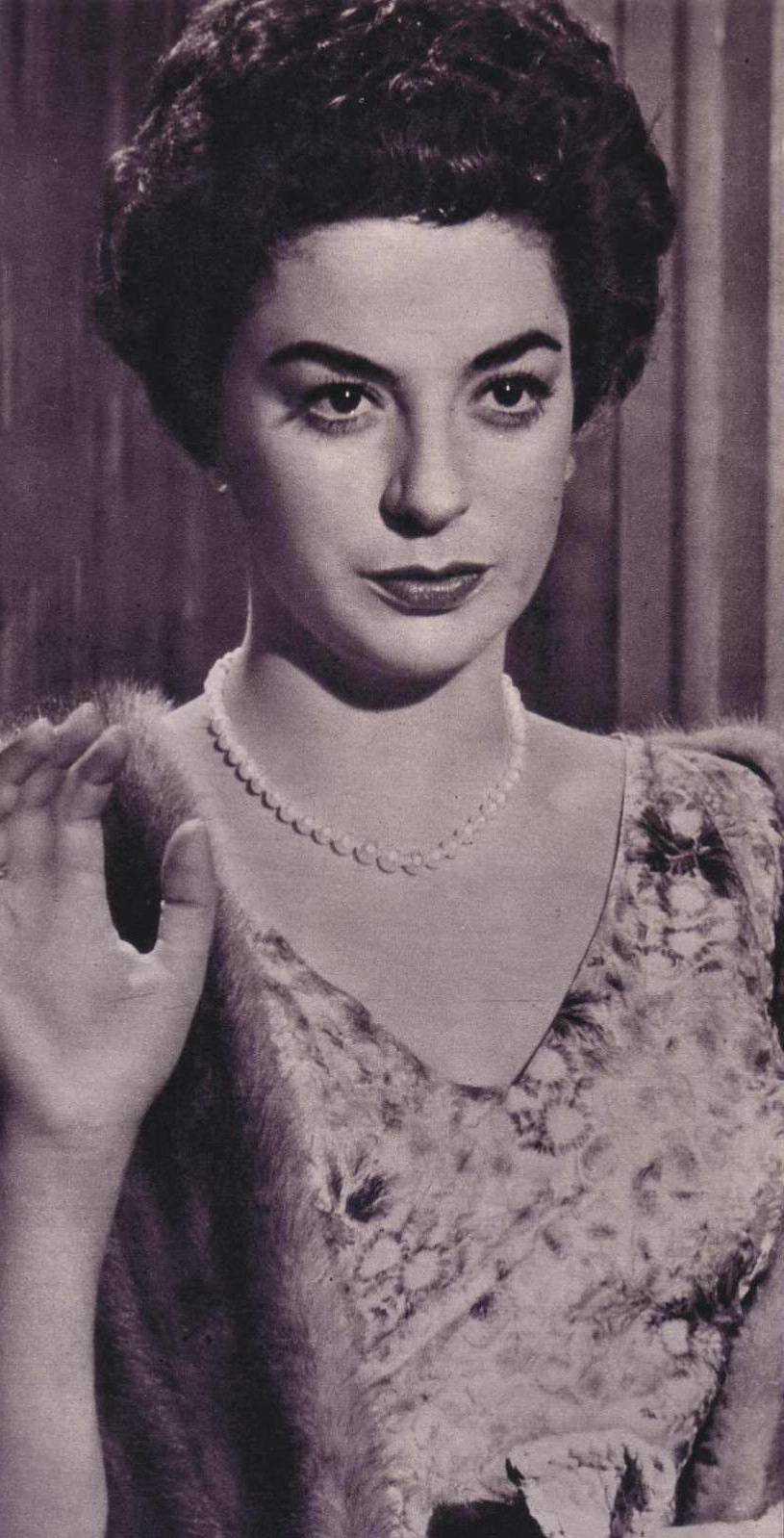
Katina Ranieri en 1957.

Katyna Ranieri fait ses débuts dans l'immédiat après-guerre en tant que chanteuse dans les cercles de l'Armée américaine ; puis elle interprète des rôles de soubrette dans certains spectacles de variété des troupes de Fanfulla et de Tino Scotti.
En 1953, elle débute au Festival de Sanremo avec quatre chansons, arrivant en finale avec Pas de Pierrot en duo avec Achille Togliani, mais sa plus grande réussie lors de cette édition est Acque amare, composition de Carlo Alberto Rossi.
Dans la même année, elle fait également ses débuts au cinéma dans le film Fermi tutti... arrivo io!, suivi par Viva la revista! et le Capitain Fantasma. Le succès arrive avec le Festival de San Remo de 1954 où elle présente trois titres, dont Canzone da due soldi, classée à la deuxième place. En mai, elle participe également au Festival de Naples, atteignant la finale avec Pulecenella en duo avec Giacomo Rondinella , et Mannaggia 'o suricillo avec Maria Paris (it).
Dans le milieu des années 1950, Katyna Ranieri rejoint le groupe de chanteurs de la Radio Rai, accompagnée par le grand orchestre de Carlo Savina et signe un contrat d'enregistrement avec RCA Italiana aboutissant à l'album La ragazza di Piazza di Spagna, qui la fait connaître sur le marché international. Elle part en tournée en Amérique latine et obtient un grand succès avec son mari, Riz Ortolani avec un show à la télévision mexicaine.

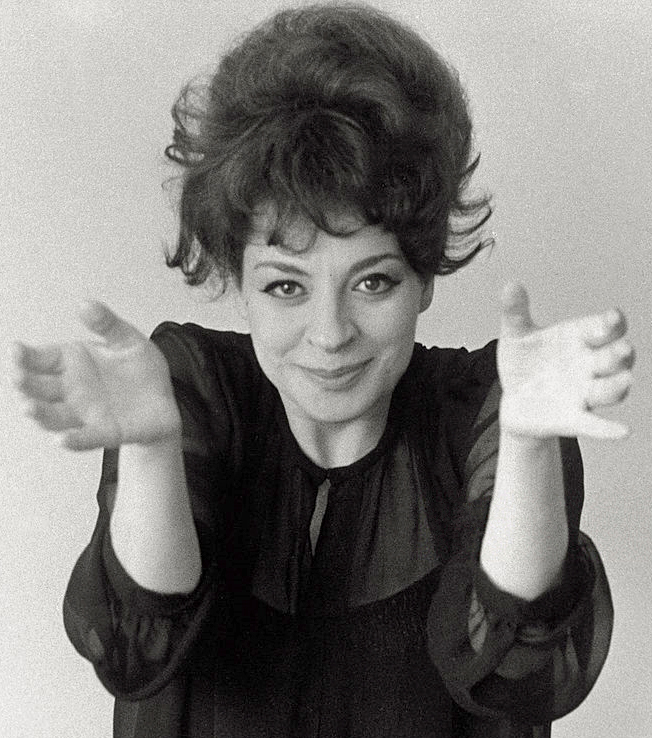
Katina Ranieri en 1962.

En 1962, Katyna Ranieri enregistre le 45 tours Nessuno mai mi ha mandato dei fior, écrit par Piero Ciampi et reprend la chanson More grand succès international en version italienne sous le titre Ti guarderò nel cuore. Elle est la seule chanteuse italienne à avoir chanté à la nuit des Oscars en 1964.
Dans son répertoire figure également la reprise de la chanson Johnny Guitar, à partir de la bande son du western de 1954 Johnny Guitare, réalisé par Nicholas Ray.
En tant que chanteuse, elle collabore avec Nino Rota pour plusieurs films de Federico Fellini (dont 8½ et Amarcord).
Parmi ses nombreuses apparitions à la télévision il faut retenir l'émission musicale C'è un'orchestra per lei avec son mari, Riz Ortolani, et le regretté acteur Stefano Satta Flores qui a été diffusée sur la chaîne nationale Rai, au printemps 1976.

### Famille
Katyna Ranieri épouse en premières noces un officier de l'aviation, Eusepio Sternini, avec qui elle a un fils, Enrico. En 1954, elle se sépare de son mari et rencontre Riz Ortolani, avec qui elle se marie en 1956 à la Ville de Mexico,.
Mais son mariage n'étant pas valide en Italie, elle est dénoncée par son premier mari pour bigamie, et condamnée à huit mois d'emprisonnement avant d'être amnistiée en mai 1960. Le problème est résolu en 1964 avec l'annulation du premier mariage par la Sacrée Rote et son remariage italien avec Riz Ortolani. De ce mariage naît une fille, Rizia Ortolani.

## Discographie italienne (partielle)

### 33 tours 25 cm
- 1954:
  - Otto grandi successi del 4º Festival della Canzone (Cetra, LP-10, avec le Quartetto Cetra; Katyna Ranieri interprète quatre chansons, dont l'une avec Antonio Vasquez, tandis que la Quartetto Cetra interprète quatre autres chansons)
  - Appuntamento con Katyna (RCA Italiana, A10V 0015)
- 1955: Katyna Ranieri e le sue canzoni (RCA Italiana, A10V 0032)
- 1956:
  - les 10 hits de la films (RCA Italiana, A10V 0040; avec Nilla Pizzi, Armando Trovajoli, Marilyn Monroe et d'autres)
  - Katyna Ranieri (Cetra, LP 59)
  - Katyna Ranieri (Fonit, LP 197)

### 33 tours 30 cm
- 1972: Amanti e briganti (RCA Italiana, DPSL 10560)
- 1977: Colgo la rosa (Fonit Cetra, LPP 358)
- 1980: Weill Opéra 2 (Fonit Cetra, LPX 88)
- 1981: Katyna's bazaar (Fonit Cetra, LPX 101)
- 1984: le Concero per Fellini (italien RCA, ML 31729; un double-album live avec Nino Rota)

### 78 tours
- 1954 :
  - Canzone da due soldi/Sotto l'ombrello (Cither, DC 5976)
  - Aveva un bavero (color zafferano)/Non è mai troppo tardi (RCA Italiana, A25V 0027)
- 1955 :
  - Catina Catì, avec Rino Loddo (RCA Italiana, A25V 0102)
  - Johnny Guitar/Téléphonez moi, chérie (RCA Italiana, A25V 0138)
  - Na voce, 'na chitarra/Mes mains (RCA Italiana, A25V 0139)

### EP
- 1954 : Arrivederci Roma/Scapricciatiello/Amo Parigi/E' tanto bello (RCA Italiana, A72V 0022)
- 1955: Canzone da due soldi/Un diario/Aveva un bavero/Con te! (RCA Italiana, A72V 0066)
- 1957:
  - I'm In The Mood For Love/A Frangesa/Estas Commigo/Un Mundo Raro (RCA Italiana, A72V 0143)
  - Manname nu raggio 'e sole/Ce soir/Amore baciami/Amami se vuoi (RCA Italiana, A72V 0144)
- 1960: O Marenariello/The torch/Jealousy/Uno a te uno a me (MGM, X 2514)

### 45 tours
- 1954: Prigionieri del cielo/Goodbye Jane (RCA Italiana, 45N 154)
- 1956: Scapricciatiello/'A frangesa (Fonit, SP 30018)
- 1959:
  - Non dimenticar/Sono fragili parole (Pathé, AQ 1077)
  - Ti voglio tanto bene/Canalla (Pathé, AQ 1078)
- 1960:
  - Fontana di Trevi/Arrivederci Roma (RCA Italiana, 45N 1081)
  - Uno a te, uno a me/La mia felicità (MGM, K 2013)
- 1961:
  -  Mary Mary (Marie Marie)/Impazzirei (MGM, K 2015)
  -  La fine del mondo/Tornerò, tornerò, tornerò (MGM, K 2016)
  -  Piccola, dolce, tenera, cattiva/Taffetas (MGM, K 2027)
- 1962:
  - Mondo cane (Je m'en fous)/Ti guarderò (MGM, K 2051)
  -  Amor amor/Canaglia (MGM, K 2054)
- 1963:
  - Puntualità/Il twist del pelato (Decca, C 16603)
  -  El pecador/Tu solamente tu (Decca, C 16605)
- 1964: More/Hello Hello (Decca, C 16617)
- 1965:
  - Forget domani/Now And Then (MGM, K 2104)
  - La giostra della vita/La giostra della vita' (instrumental) (MGM, K 2113)
  - Donna di fiori/Ti guardero nel cuore (MGM, K 2115)
- 1968: La giostra della vita/Strange World (Ariete, AR 8004)
- 1971 :
  -  La confessione/Senza te mai (RCA Italiana, PM 3612)
  -  Oh my love/Addio zio Tom (RCA Original Cast, OC 21; Lato B Riz Ortolani et son orchestre)
- 1972: Say Hello To Yesterday/Hello Happiness (RCA Original Cast, OC 24)
- 1973: L'amore secondo Teresa/Fataltango (EMI Italiana/Pathé, 3C006-17935)
- 1976 : ... E tu cercavi me!/Non mi piacevi neanche un po (CBS, 4208)
- 1977: Colgo la rosa/Picchia picchia (Fonit-Cetra, SP 1671)

## Discographie internationale

### 33 tours
- 1954: En la escalinata de la plaza de España (RCA, 3L10006 ; publié en Espagne)
- 1955: Girl on the spanish steps (RCA Victor, LPM 1074 ; publié aux États-Unis)
- 1956: Italian Love Songs, Capitol Records, ST 10221; publié aux États-Unis
- 1957:
  - Katyna Ranieri (RCA Victor, MKL 1009 ; publié aux États-Unis)
  -  Recordacoes Italia (RCA Victor, le BARIL 3009 ; publié au Brésil)
- 1958:
  - Love in three languages (RCA Victor, LPM 1158 ; publié aux États-Unis)
  -  Amor em tres idiomas  (RCA Victor, BKL 55 ; publié au Brésil)
- 1961:
  - And now Katyna Ranieri (MGM, 3880 ; publié aux États-Unis)
  -  And now Katyna Ranieri (Musart, D-666, publié au Mexique)
- 1963: Show stoppers! (Londres, LL 3308 ; publié aux États-Unis)

### 45 tours
- 1963: Ein glass voll wein, boys/Soweit die sonne lacht (Decca, D 19 406; publié en Allemagne)

## Filmographie (partielle)
- 1953 : Fermi tutti... arrivo io! de Sergio Grieco
- 1954 : Lacrime d'amore de Pino Mercanti